# 안드레아스 오텐자머
안드레아스 오텐자머(독일어: Andreas Ottensamer, 1989년 4월 4일 ~ )는 오스트리아의 클라리넷 연주자이다. 베를린 필하모닉 관현악단의 수석 클라리넷 연주자이다.
빈 태생의 오텐자머는 일찍부터 음악에 관심을 보였고, 4세 때 첫 피아노 레슨을 받는다. 10세 때 빈 국립음대에서 첼로를 배웠고, 2003년에 요한 힌들러 아래서 클라리넷으로 전공을 바꾼다. 이후 빈 필하모닉의 장학생으로 선발되어, 2010년부터 2011년까지 베를린 도이치심포니의 수석주자로 활동하였고 2011년부터는 베를린 필하모닉의 수석이 되었다.
아버지 에른스트와 형 다니엘도 클라리넷 연주자이다.
오텐자머는 축구에도 큰 관심이 있고, 실력도 뛰어나다. 그는 스스로 음악가가 되지 않았다면 축구 선수가 되었을 것이라고 말하기도 했다. 2007년 형 다니엘과 함께 축구 클럽을 만들기도 했으며, 축구팀 중에서는 FC 바르셀로나와 FC 쾰른을 좋아한다고 밝혔다. 이외에 여러 스포츠 종목에 다재다능하다.
2014년 10월 31일에는 예술의 전당 IBK 챔버홀에서 피아니스트 호세 가야르도와 함께 한 오텐자머의 리사이틀이 열렸다.